# Jeotgalicoccus halotolerans
Jeotgalicoccus halotolerans ist eine Bakterienart. Sie zählt zu der Abteilung Firmicutes, der Gram-Test verläuft somit positiv. Der GC-Gehalt dieser Art liegt bei 42 Mol-Prozent. Sie wurde zusammen mit Jeotgalicoccus psychrophilus aus koreanischen fermentierten Meeresfrüchten Jeotgal isoliert. Im Jahr 2001 wurde in Jeotgal bereits die Art Planomicrobium koreense gefunden. Der Artname bezieht sich auf die Eigenschaft der Art, Salz in ihrer Umgebung zu tolerieren, sie ist halotolerant.

## Merkmale

### Erscheinungsbild
Die Zellen von Jeotgalicoccus halotolerans sind kokkenförmig, mit einem Durchmesser von 0,6–1,1 µm. Jeotgalicoccus halotolerans bildet, wie alle Arten der Gattung, keine Endosporen. Die Art kann sich nicht durch eigene Kraft bewegen, ist also nicht motil.
Auf festen Nährböden wachsen die Zellen zu glatten, glänzenden Kolonien heran, auf Marine-Agar weisen diese eine hellgelbe Färbung auf. In der Aufsicht sind die Kolonien rund bis etwas unregelmäßig geformt, in der seitlichen Ansicht erscheinen sie leicht konvex erhaben. Wenn die Inkubationsdauer verlängert wird, wird von den Kolonien – wie auch bei der verwandten Art Jeotgalicoccus halophilus – ein hellrosafarbenes Pigment gebildet, das in das Nährmedium diffundiert.

### Wachstum und Stoffwechsel
Jeotgalicoccus halotolerans ist heterotroph, er führt keine Photosynthese durch. Der Stoffwechsel ist fakultativ anaerob, d. h. die Art zeigt auch unter anaeroben Bedingungen – also unter Sauerstoffausschluss – Wachstum und führt eine Gärung durch. Der pH-Wert für bestes Wachstum liegt bei 7,0–8,0. Die Art zeigt Wachstum bei 4 bis 42 °C, die optimale Temperatur liegt bei 30–35 °C. Eine andere Untersuchung durch Zhu-Xiang Liu u. a. kommt zu dem Ergebnis, dass lediglich bis 40 °C Wachstum erfolgt. Ein Gehalt von 0–20 % an Natriumchlorid (NaCl) im Nährmedium wird toleriert, bei einem NaCl-Gehalt von 21 % oder mehr erfolgt kein Wachstum mehr. Der optimale NaCl-Gehalt liegt zwischen 2 und 5 %, somit ist die Art halotolerant.
Das Enzym Katalase ist vorhanden, auch der Oxidase-Test fällt positiv aus. Hingegen verfügt J. halotolerans nicht über das Enzym Urease und ist nicht zur Nitratreduktion fähig. Im Rahmen des chemoorgano-heterotrophen Stoffwechsels kann J. halotolerans mehrere organische Verbindungen als Kohlenstoffquelle nutzen und fermentativ unter Säurebildung verwerten, dazu gehören die Kohlenhydrate L-Arabinose, D-Mannose und D-Ribose sowie der Zuckeralkohol D-Mannitol. Nach den Ergebnissen von Zhu-Xiang Liu u. a. von 2011 kann auch D-Glucose verwertet werden.
Kohlenhydrate, die nicht genutzt werden können, sind beispielsweise die Monosaccharide D-Fructose, D-Galactose, L-Rhamnose und D-Xylose, die Disaccharide D-Cellobiose, Lactose, Maltose, Melibiose, Saccharose und D-Trehalose, sowie die Trisaccharide D-Melezitose und D-Raffinose. Ebenso wenig werden die Zuckeralkohole Adonitol, D-Sorbitol und myo-Inositol verwertet.

### Chemotaxonomische Merkmale
Die Mureinschicht in der Zellwand enthält die Diaminosäure L-Lysin als diagnostisch wichtige Aminosäure an Position 3 der Peptidbrücke. Der Peptidoglycan-Typ ist A3α, neben Lysin sind noch die Aminosäuren Glycin und L-Alanin vorhanden. Wie für Jeotgalicoccus-Arten üblich, ist das Haupt-Menachinon MK-7.
Die in den Membranlipiden vorkommenden Fettsäuren sind hauptsächlich Moleküle mit einer ungeraden Zahl von Kohlenstoffatomen (C15) und keiner Doppelbindung (gesättigte Fettsäuren). Es handelt sich um die verzweigtkettigen Fettsäuren mit den Abkürzungen anteiso-C15:0 (anteiso-Pentadecansäure) und iso-C15:0 (iso-Pentadecansäure), ihr Anteil liegt bei 33,5 bzw. 16,7 %. Daneben findet sich noch die ebenfalls verzweigte Fettsäure iso-C16:0 (iso-Hexadecansäure) in größeren Mengen, mit einem Anteil von 12,6 %. Der GC-Gehalt in der DNA von Jeotgalicoccus halotolerans  liegt bei 42 Mol-Prozent. Das Genom wurde bisher (Stand 2014) noch nicht vollständig sequenziert. Allerdings wurden für phylogenetische Untersuchungen die Nukleotide der 16S rRNA bestimmt, ein für Prokaryoten typischer Vertreter der ribosomalen RNA.

### Pathogenität
Jeotgalicoccus halotolerans ist nicht pathogen („krankheitserregend“), er wird durch die Biostoffverordnung in Verbindung mit der TRBA (Technische Regeln für Biologische Arbeitsstoffe) 466 der Risikogruppe 1 zugeordnet.

## Systematik
Die Art Jeotgalicoccus halotolerans zählt zu der Familie der Staphylococcaceae in der Ordnung der Bacillales. Jeotgalicoccus halotolerans ist die Typusart seiner Gattung und wurde 2003 zusammen mit J. psychrophilus von Jung-Hoon Yoon u. a. erstbeschrieben. Der dabei entdeckte Bakterienstamm J. halotolerans YKJ-101 ist der Typusstamm der Art. Er wurde in den Sammlungen von Mikroorganismen in Korea und Japan hinterlegt.
Bei der phylogenetischen Untersuchung wurde eine Verwandtschaft zu der Gattung Salinicoccus festgestellt. Allerdings zeigte der Vergleich der Sequenz der 16S rRNA mit den untersuchten Salinicoccus-Arten Salinicoccus roseus und Salinicoccus hispanicus nur eine Ähnlichkeit von etwa 93 %, so dass eine neue Spezies in einer ebenfalls neu etablierten Gattung vorgeschlagen wurde. Auch in phänotypischen Merkmalen unterscheidet sich Jeotgalicoccus halotolerans von den Salinicoccus-Spezies. Beispielsweise kann S. roseus Casein und Stärke hydrolysieren, während dies bei J. halotolerans nicht der Fall ist. Im Vergleich mit S. hispanicus unterscheidet sich J. halotolerans von diesem durch den negativen Test auf Urease und die Nitratreduktion. Unterschiede zwischen den gemeinsam entdeckten Arten J. halotolerans und J. psychrophilus zeigen sich u. a. bei den Kohlenhydraten, die verwertet werden können.

## Etymologie
Der Gattungsname Jeotgalicoccus leitet sich von dem neulateinischen Wort Jeotgalum her und bezieht sich auf den Fundort der erstbeschriebenen Art. Sie wurde aus fermentierten koreanischen Meeresfrüchten Jeotgal isoliert. Der Artname J. halotolerans leitet sich von dem altgriechischen Wort hals (Salz) und dem lateinischen Wort tolerans (tolerieren) her und bezieht sich auf die Eigenschaft der Art, Salz in ihrer Umgebung zu tolerieren, sie ist halotolerant.

## Ökologie
Die Art wurde aus der koreanischen Fischsauce Jeotgal isoliert.